# Naturschutzgebiet Beketal

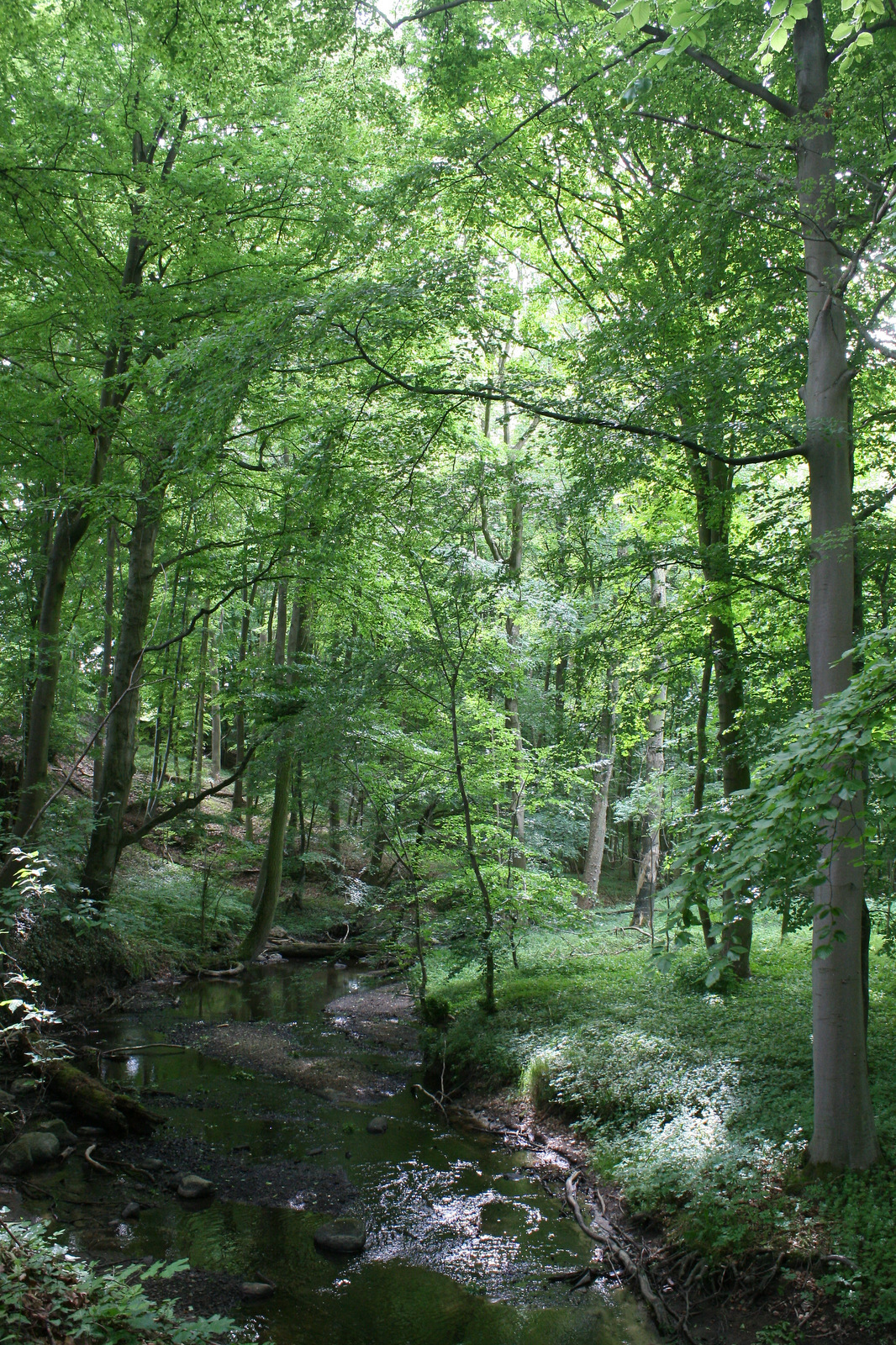
Durchbruchtal der Kleinen Beke

Das Naturschutzgebiet Beketal ist ein 96 Hektar umfassendes Naturschutzgebiet in Mecklenburg-Vorpommern. Es wurde am 15. August 1995 ausgewiesen mit dem Ziel, das unverbaute Bachtal der Kleinen Beke zu erhalten. Die Prall- und Gleithänge, Schotterbänke, Steilabbrüche und Kolkbereiche sowie bachbegleitende Altwaldbereiche bieten Lebensräume für zahlreiche Tier- und Pflanzenarten. Das Schutzgebiet befindet sich 22 Kilometer westlich von Schwaan zwischen der Ortschaft Gnemern und der Landstraße 11. Namensgebend war der Bach Beke, in den die Kleine Beke bei Klein Belitz mündet und der seinerseits in die östlich liegende Warnow fließt.
Der Gebietszustand wird als gut angesehen, wobei es nach Starkregen zu Nährstoffeinträgen aus den umliegenden landwirtschaftlichen Flächen kommt. Zwischen Gnemern und Groß Gischow verläuft ein Wanderweg durch das Grüne Rad am südlichen Ufer entlang. Die Flächen gehören zum FFH-Gebiet Beketal mit Zuflüssen.

## Geschichte
Seit dem Jahr 1662 lagen die Flächen im Eigentum der Familie von Meerheimb, die das Wasserschloss in Gnemern bewohnte. Der heute vorhandene Laubmischwald ist bereits in der Wiebekingschen Karte im Jahr 1786 dargestellt. Ab dem Jahr 1945 wurden die Flächen im Rahmen der Bodenreform aufgeteilt und umfangreiche Abholzungen vorgenommen. Ab 1958 wurden Teilbereich mit Fichte und Lärche aufgeforstet. Grünlandbereiche im westlichen Teil des Schutzgebiets werden extensiv beweidet.

## Pflanzen- und Tierwelt
Bachbegleitend ist die Sumpfdotterblume häufig zu finden. Im Bach leben verschiedene schützenswerte Fischarten wie das Bachneunauge und der Steinbeißer. Außerdem gibt es vereinzelt Meer- und Bachforellen. Nennenswerte Vogelarten sind Eisvogel, Wasseramsel und Gebirgsstelze. In den höher gelegenen Flächen des Grünen Rades bietet Totholz Lebensräume für Siebenschläfer und Schwarzspecht.